# Don Symon
Don Symon, eigentlich Donald Alan Symon, (* 20. Mai 1960 in Christchurch) ist ein ehemaliger neuseeländischer Ruderer.
Der 2,05 m große Don Symon vom Avon Rowing Club in Christchurch rückte 1984 in die neuseeländische Nationalmannschaft auf. Bei den Olympischen Spielen 1984 in Los Angeles traten Kevin Lawton, Don Symon, Barrie Mabbott, Ross Tong und Steuermann Brett Hollister im Vierer mit Steuermann an und belegten im Vorlauf den dritten Platz hinter den Booten aus dem Vereinigten Königreich und den Vereinigten Staaten. Im Hoffnungslauf siegten die Neuseeländer vor dem US-Boot und dem Boot aus der Bundesrepublik Deutschland. Im Finale ergab sich auf den vorderen Plätzen der gleiche Einlauf wie im Vorlauf, es siegten die Briten vor der Mannschaft des Gastgeberlandes und den Neuseeländern. Im Jahr darauf war Symon bei den Weltmeisterschaften 1985 mit dem Doppelvierer am Start und belegte den zwölften Platz. Bei den Weltmeisterschaften 1986 erreichte er mit dem Achter den siebten Platz. Bei den Commonwealth Games 1986 in Edinburgh trat Symon in zwei Bootsklassen an. Im Vierer ohne Steuermann gewann er die Silbermedaille, mit dem Achter erkämpfte er Bronze.
Nach seiner Karriere betrieb Symon eine Bekleidungsfirma in Christchurch.